# UHD 명품관
UHD 명품관은 KBS 1TV에서 방송된 교양 프로그램이다. 기획 의도는 기존 HD 대형 다큐프로그램을 UHD 형태로 제작되는 교양 프로그램이었다.

## 방송 목록
- 1회
- 2회

## 시청률
- 2023년 6월 4일 : 2.4%